# Nouveau Parti démocratique de l'Ontario
Le Nouveau Parti démocratique de l'Ontario (NPDO ou NPD, anglais : Ontario New Democratic Party) est un parti politique provincial de l'Ontario.
Fondé en 1961 par la section ontarienne du Parti social démocratique du Canada et la Fédération du travail de l'Ontario, le NPD de l'Ontario est la branche provinciale du NPD fédéral. De tendance sociale-démocrate, il est le plus à gauche des partis représentés à l'Assemblée législative de l'Ontario.
Pendant de nombreuses années, le NPD de l'Ontario a été la branche provinciale du NPD qui a le plus réussi en dehors de berceau du parti dans l'Ouest canadien. En 1975, le NPD est devenu l'Opposition officielle de la province, la première fois depuis la FCC dans les années 1940, mais il a perdu ce statut dès 1977. En 1985, le NPD sous la direction de Bob Rae apporte son soutien au gouvernement Parti libéral minoritaire puis, en 1987, il est de nouveau l'Opposition officielle.
En 1990, le NPD gagne les élections et Bob Rae est premier ministre de l'Ontario : il s'agit du premier gouvernement NPD à l'est du Manitoba. Le gouvernement de Bob Rae devient toutefois impopulaire et le NPD est lourdement défait en 1995. Par la suite, sous la direction d'Howard Hampton, le parti perd de l'influence.
Après l'élection d'Andrea Horwath comme chef, le NPD fait élire 17 députés en 2011 puis 21 en 2014. En 2018, le NPD forme l'opposition officielle avec 40 députés, supplantant les libéraux qui s'écroulent et enregistrent le pire score de leur Histoire.

## Historique

### FCC/PSD
Le NPDO est l'héritier direct de la section ontarienne de la Fédération du commonwealth coopératif, plus tard Parti social démocratique du Canada, fondée en 1932. La FCC participe pour la première fois à une élection lors de l'élection de 1934. Elle récolte 7 % des voix et remporte son premier siège à l'Assemblée législative : Samuel Lawrence est élu dans Hamilton-Est. La FCC ne réussit pas à remporter de sièges dans l'élection de 1937.
Le parti réussit une percée majeure sous son premier chef Ted Jolliffe lors de l'élection de 1943, formant l'Opposition officielle avec 32 % des voix et 34 sièges. La FCC ne remporte que 4 sièges de moins que les progressistes-conservateurs de George Drew, qui forment un gouvernement minoritaire.
Les conservateurs gardent ensuite le pouvoir pendant 42 ans. La prospérité des années 1950, de même que le sentiment anticommuniste répandu de la Guerre froide, nuit à la FCC qui amorce un déclin durant cette décennie. Le parti perd sa position d'Opposition officielle lors de l'élection de 1951 au profit des libéraux et ne conserve que deux sièges.

### Donald C. MacDonald
Donald C. MacDonald devient chef en 1953, et passe 15 années à rebâtir le parti.
Le PSD disparait en 1961 au profit du Nouveau Parti démocratique, lorsqu'il forme une alliance formelle avec le mouvement ouvrier.
Le Nouveau Parti démocratique de l'Ontario augmente graduellement son nombre de sièges dans les années 1960. Il réussit une percée modeste lors de l'élection de 1967, augmentant son vote de 15 % à 26 % et son nombre de sièges de 8 à 20.

### Stephen Lewis et Michael Cassidy
Stephen Lewis prend les commandes du parti en 1970 et la popularité du NPD continue de croître. À la suite de l'élection de 1975, le Parti progressiste-conservateur se retrouve en situation minoritaire pour la première fois en 30 ans. Le NPD devient l'Opposition officielle avec 38 sièges et 29 % des voix à la suite d'une campagne électorale brillante, obligeant les conservateurs à appliquer les politiques de contrôle du loyer du NPD.
Le NPD entretient de grands espoirs de prendre le pouvoir, mais dans l'élection de 1977, les conservateurs de Bill Davis sont reportés au pouvoir, encore avec un gouvernement minoritaire ; le NPD perd cinq sièges et tombe en troisième place derrière les libéraux.
Le déclin du NPD se poursuit dans l'élection de 1981 sous Michael Cassidy. Toutefois, sous la direction de Bob Rae, la tendance se renverse.

### Bob Rae[3]

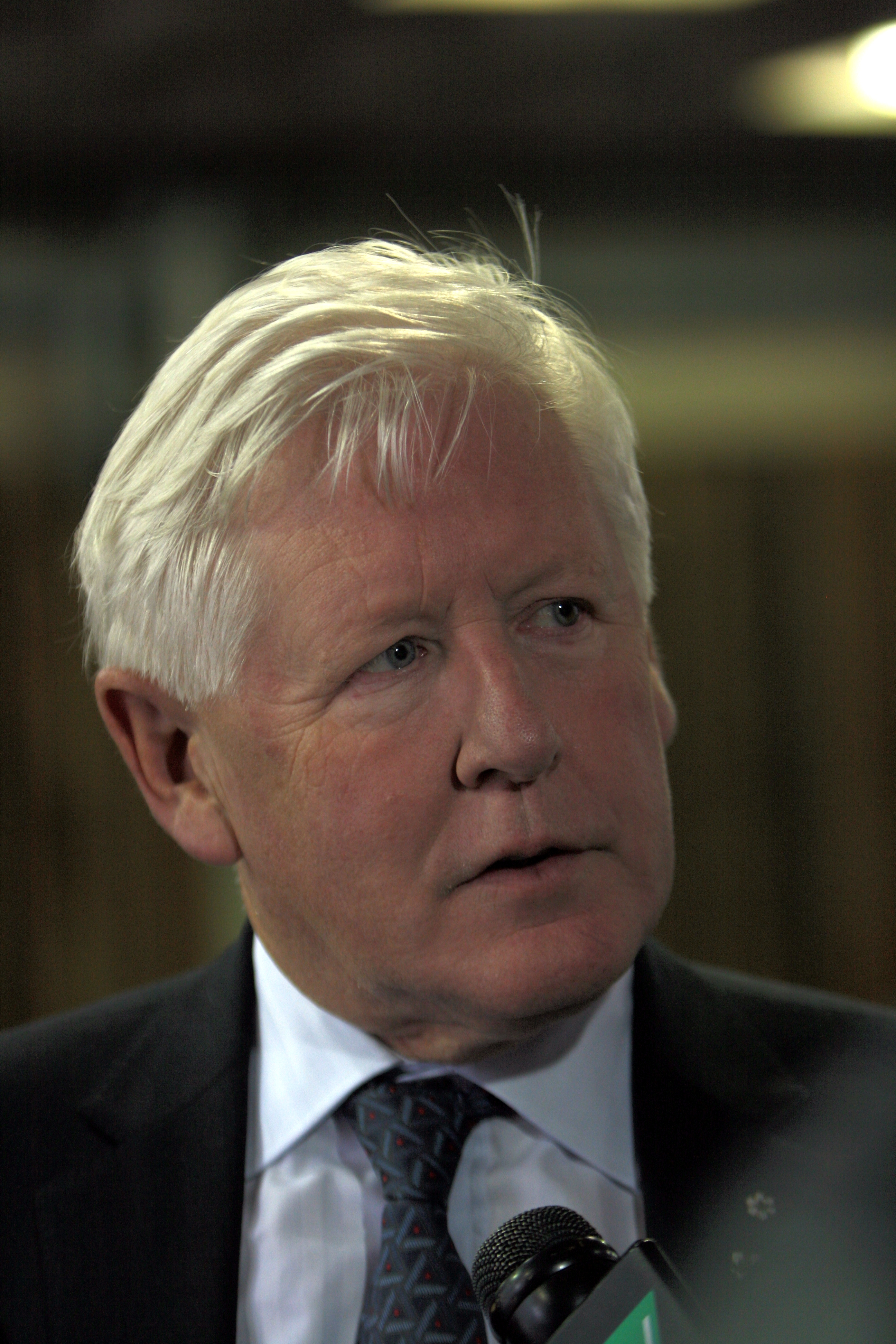
Bob Rae est premier ministre de l'Ontario de 1990 à 1995.

L'élection générale de 1985 élit un gouvernement minoritaire : les progressistes-conservateurs de Frank Miller remportent 52 sièges, les libéraux 48 et le NPD 25. Les néo-démocrates entament des négociations à la fois avec les conservateurs et avec les libéraux. Le NPD signe un accord de deux ans avec le Parti libéral, stipulant que le Parti libéral formerait un gouvernement avec l'appui du NPD en échange de l'application de certaines politiques prônées par le NPD.
Miller démissionne à la suite d'un vote de non-confiance, et le chef libéral David Peterson prend le pouvoir. Il ne s'agit toutefois pas d'un gouvernement de coalition formel puisque le NPD refuse l'offre d'être inclus au conseil des ministres, préférant siéger dans l'opposition. Lorsque l'accord expire en 1987, les libéraux déclenchent une élection et sont réélus avec un gouvernement majoritaire. Le NPD devient le deuxième parti en importance, et Bob Rae est chef de l'Opposition.
Lors de l'élection de 1990, le parti prend le pouvoir pour la première fois, défaisant le gouvernement libéral. Leur victoire prend même leurs propres partisans par surprise. La popularité de Peterson avait chuté de façon dramatique entre 1987 et 1990. Avec la désorganisation des conservateurs, le NPD réussit à tirer profit de la situation. Malgré un mince écart de 3 points de pourcentage dans les votes entre les néo-démocrates et les libéraux, le NPD parvient à enlever un grand nombre de sièges dans la grande région de Toronto. En conséquence, ils parviennent à former un gouvernement majoritaire avec 74 sièges, tandis que les libéraux subissent la pire défaite de leur histoire.
Bob Rae devient premier ministre de l'Ontario au début de la pire récession depuis la Grande Dépression. Il tente d'abord de répliquer en augmentant fortement les impôts et les taxes ; l'Ontario devient rapidement la juridiction avec les plus lourds impôts en Amérique du Nord. Toutefois, ces mesures s'avèrent sans effet devant la récession qui frappe alors tout le continent. Le gouvernement néo-démocrate déçoit ses partisans en abandonnant une grande partie de son programme, dont une promesse d'instaurer un régime d'assurance-automobile public. Comme la récession empire, le NPD met en place une politique appelée le Contrat social — perçu comme un virage à droite faisant écho à la « troisième voie » du Parti travailliste de Tony Blair au Royaume-Uni. Le Contrat social comprend plusieurs mesures d'austérité tels que :
- la réouverture des ententes collectifs des syndicats du secteur public ;
- le gel des salaires des employés de la fonction publique ; et
- l'introduction des « Rae Days », des jours de congé sans solde obligatoires pour les employés du gouvernement.

Le Contrat social enrage le mouvement ouvrier et les syndicats du secteur public se tournent contre le parti. Le NPD plonge à 6 % d'appuis dans les sondages. Mauvais signe pour le parti : lors de l'élection fédérale de 1993, tous les députés néo-démocrates fédéraux en Ontario sont battus. Il est évident que Rae ne serait pas reconduit pour un deuxième mandat lors de l'élection de 1995. Lors de cette élection, il est défait par les progressistes-conservateurs de Mike Harris. Le NPD tombe à 17 sièges, en troisième place à l'Assemblée législative.

### Après Rae

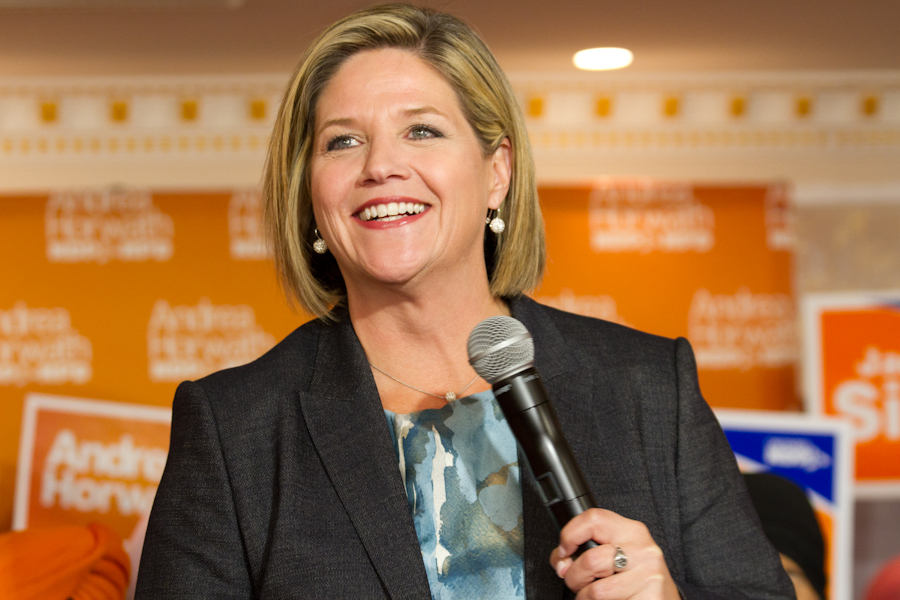
Andrea Horwath est chef du NPD depuis 2009.

Rae démissionne en tant que chef du parti quelques mois après l'élection. Howard Hampton, son rival depuis longtemps, lui succède. Rae a subséquemment rejoint le Parti libéral du Canada et en est même le chef intérimaire jusqu'à l'arrivée de Justin Trudeau.
Sous Hampton, le parti se débarrasse des politiques de Bob Rae et revient à prôner une forme modérée de socialisme. Peu après l'élection de 1999, Hampton cite le modèle social-démocrate de la Suède comme un exemple à suivre qui reflète bien ses opinions. Toutefois, le parti ne parvient toujours pas à renouer les liens avec le mouvement syndical qui avaient été brisés par le Contrat social. Il n'a pas non plus retrouvé le niveau de popularité dont il jouissait dans les années 1980.
Le NPD tombe encore plus bas lors de l'élection de 1999, à seulement 9 sièges. Cette baisse s'explique en grande partie par les votes stratégiques des électeurs néo-démocrates, qui donnent leurs voix au Parti libéral dans l'espoir de chasser le gouvernement Harris du pouvoir ; en conséquence, Hampton n'est pas tenu responsable de cette défaite grave et demeure à la tête du parti.
Selon les règles de l'Assemblée législative alors en vigueur, un parti se qualifiait pour le « statut de parti officiel », ainsi que les ressources et privilèges accordés aux partis reconnus, s'il avait 12 sièges ou plus ; ainsi, le NPD devait perdre les subventions pour son caucus ainsi que le droit de poser des questions en Chambre. Toutefois, le gouvernement conservateur modifie le règlement après l'élection afin d'abaisser la limite pour la reconnaissance officielle de 12 sièges à 8. Les tories affirment que puisque les circonscriptions électorales provinciales avaient été rajustées pour se conformer aux circonscriptions fédérales, la barre devait être baissée pour refléter la taille réduite de l'Assemblée législative, qui était passée de 130 à 103 sièges. D'autres soupçonnent les tories de vouloir aider le NPD dans le seul but d'encourager la division des votes à gauche.
Lors de l'élection générale ontarienne de 2003, le parti mécontente certains de ses partisans traditionnels en misant trop sur l'image médiatique au lieu de la substance. Il s'attire quelques partisans de plus en faisant valoir quelques enjeux-clé, comme les hôpitaux publics et l'électricité publique. Malgré des gains légers dans le vote populaire, le parti perd deux sièges et perd de nouveau le statut de parti officiel. Le nouveau gouvernement libéral refuse de changer les règles comme l'avaient fait les progressistes-conservateurs. Toutefois, le NPD retrouve son statut officiel lorsque Andrea Horwath remporte une victoire massive lors d'une élection partielle dans Hamilton-Est le 13 mai 2004.
Le NPD tombe de nouveau à sept sièges lorsque Marilyn Churley quittes on siège pour être candidate lors de l'élection fédérale canadienne de 2006. Toutefois, les libéraux reviennent sur leur décision et déclarent que le NPD conservera son statut de parti officiel même s'ils perdent l'élection partielle dans Toronto—Danforth. La question devient toutefois caduque lorsque Peter Tabuns est élu par une marge confortable de 9 % d'avance sur le candidat libéral.

### Vers l'élection de 2007
L' élection générale du 4 octobre 2007 est la première élection à date fixe en Ontario. Le Nouveau Parti démocratique de l'Ontario entretient des espoirs de gains importants lors de cette élection. Un sondage Environics en juillet 2006 montrait le parti à 27 % dans l'appui populaire, son plus haut résultat dans les sondages depuis mars 1992, lorsque Bob Rae était encore au pouvoir. Toutefois, le plus récent sondage les place encore en troisième place derrière les libéraux, à 35 %, et les progressistes-conservateurs, à 36 %.
Une élection partielle récente dans Parkdale—High Park est perçu par le parti comme un signe des gains à venir. Le 14 septembre 2006, avec moins de 13 mois restants avant l'élection générale, Cheri DiNovo est élue députés sous la bannière du NPD avec 41 % des voix. La circonscription avait auparavant été représentée par le libéral Gerard Kennedy, qui a démissionné pour être candidat à la course à la direction du Parti libéral du Canada de 2006. Cette victoire porte le caucus néo-démocrate à 9 député à l'Assemblée législative et nourrit leurs espoirs de reprendre des circonscriptions qu'ils ne détiennent pas actuellement mais où ils ont obtenu de bons résultats dans le passé.
Lors de son congrès de chefferie tenu à Hamilton le 7 mars 2009, Andrea Horwath est élue chef avec 60,4 % des voix.

### 25eanniversaireau pouvoir
En 2015, 25 ans s'étaient écoulés depuis le premier jour où Bob Rae est devenu Premier ministre de l'Ontario.

## Résultats électoraux
| Élection | Sièges   | Votes     | %       | Position | Résultat                          |
| -------- | -------- | --------- | ------- | -------- | --------------------------------- |
| 1963     | 7 / 108  | *         | 15,5 %  | 3e       | Opposition                        |
| 1967     | 20 / 117 | *         | 25,9 %  | 3e       | Opposition                        |
| 1971     | 19 / 117 | *         | 27,1 %  | 3e       | Opposition                        |
| 1975     | 38 / 125 | *         | 28,9 %  | 2e       | Opposition officielle             |
| 1977     | 33 / 125 | *         | 28,0 %  | 3e       | Opposition                        |
| 1981     | 21 / 125 | *         | 21,2 %  | 3e       | Opposition                        |
| 1985     | 25 / 125 | 865 507   | 23,8 %  | 3e       | Soutien extérieur au gouvernement |
| 1987     | 19 / 130 | 970 813   | 25,7 %  | 2e       | Opposition officielle             |
| 1990     | 74 / 130 | 1 509 506 | 37,6 %  | 1er      | Gouvernement                      |
| 1995     | 17 / 130 | 854 163   | 20,6 %  | 3e       | Opposition                        |
| 1999     | 9 / 103  | 551 009   | 12,6 %  | 3e       | Opposition                        |
| 2003     | 7 / 103  | 660 730   | 14,7 %  | 3e       | Opposition                        |
| 2007     | 10 / 103 | 741 043   | 16,8 %  | 3e       | Opposition                        |
| 2011     | 17 / 107 | 980 204   | 22,73 % | 3e       | Opposition                        |
| 2014     | 21 / 107 | 1 144 576 | 23,75 % | 3e       | Opposition                        |
| 2018     | 40 / 124 | 1 925 512 | 33,56 % | 2e       | Opposition officielle             |
| 2022     | 31 / 124 |           | 23,74 % | 2e       | Opposition officielle             |

* Information non disponible

## Liste des chefs
- 1953-1970 : Donald C. MacDonald
- 1970-1978 : Stephen Lewis
- 1978-1982 : Michael Cassidy
- 1982-1996 : Bob Rae (premier ministre de 1990 à 1995)
- 1996 : Bud Wildman (en) (chef parlementaire par intérim)
- 1996-2009 : Howard Hampton
- 2009-2022 : Andrea Horwath
- 2009-2022 : Andrea Horwath
- 2022-2023 : Peter Tabuns
- 2023- : Marit Stiles

## Jeunes néo-démocrates de l'Ontario
Jeunes néo-démocrates de l'Ontario (JNDO) (anglais : Ontario New Democratic Youth ou ONDY). est l'aile de la jeunesse du Nouveau Parti démocratique de l'Ontario. Tous les membres du NPDO qui ont moins que 26 ans sont des membres du JNDO
Le 29 octobre, 2006, Dave Molenhuis et Chantal Arseneault-Lewis ont été élus coprésidents pour la JNDO à l’assemblée des jeunes néo-démocrates à London. JNDO a deux membres au sein du comité exécutif du NPDO (un homme et une femme) qui siègent pour une période de deux ans. Pour la période de 2004 à 2006, ce sont Andrew Brett et Alex Dodger.
Au cours des années 1970 durant une querelle interne au NPD, l’aile de la jeunesse du NPDO a pris le parti de l’opposition interne (le « Waffle ») ce qui causa la fermeture du JNDO. La JNDO n’a pas été refondée jusque 1988.
Le stratégiste politique Jayme Heath, la journaliste Natasha Fatah et le militant-gauchiste Barry Weisleder ont servi à la tête du JNDO.